# عصر فرمانروایان ۳
عصر فرمانروایان III (به انگلیسی: Age of Empires III) که به اختصار AoE III نیز نامیده می‌شود، یک بازی رایانه‌ای در سبک استراتژی هم‌زمان است که توسط استودیو انسمبل ساخته شد. این بازی در ۲۸ اکتبر ۲۰۰۵ توسط استودیو بازی مایکروسافت منتشر گردید و سومین بازی اصلی از سری عصر فرمانروایان محسوب می‌گردد. داستان‌های این بازی به دوران استعمار اروپا در آمریکا (میان ۱۴۹۲ تا ۱۸۵۰ میلادی) برمی‌گردد. ۸ کشور قدرتمند آن دوران، در اروپا، کشورهای قابل انتخاب برای انجام بازی هستند.

## گیم پلی
بازیکن با یک تاون هال و چند کارگر بازی را آغاز می‌کند و با یک جستجوگر در نقشه، شروع به شناسایی مناطق بازی می‌کند. بازیکن با استخراج منابع سعی در ارتقا ساختمان‌ها و افراد دارد. با ارتقا ساختمان‌ها و افراد عصرها به دنبال آن ارتقا می‌یابند. با نابودسازی دشمنان و ساخت ساختمان‌ها تجربه به دست می‌آید.

## حکومت‌ها
در این نسخه از سری بازی‌های عصر فرمانروایان هشت حکومت مختلف وجود دارد. این حکومت‌ها شامل امپراتوری اسپانیا، امپراتوری بریتانیا، امپراتوری فرانک، امپراتوری پرتغال، امپراتوری آلمان، پادشاهی هلند، روسیه تزاری و امپراتوری عثمانی می‌شود. هر کدام از این هشت تمدن دارای ویژگی‌های مختلف نقاط ضعف و نقاط قوت خود هستند. بازیکن می‌تواند نام شهر و کاشف را تغییر دهد. تمدن‌های دیگری نیز در بازی وجود دارد که تنها در Campaign قابل دسترسی دارند.
| گردآورنده  | امتیاز |
| ---------- | ------ |
| گیم‌رنکینگز | ۸۲٪    |
| متاکریتیک  | 81%    |

| ناشر                     | امتیاز |
| ------------------------ | ------ |
| گیم رولیشن               | B-     |
| گیم‌اسپات                 | ۸٫۲/۱۰ |
| گیم‌اسپای                 | ۵/۵    |
| گیم‌زون                   | ۹٫۵/۱۰ |
| آی‌جی‌ان                   | ۸٫۸/۱۰ |
| پی‌سی گیمر (ایالات متحده) | 91%    |
| VideoGamer.com           | ۸/۱۰   |